# Пристрасті розуму
«Пристрасті розуму» або «Два життя» («Passion of Mind») — американська кінодрама 2000 року, знята режисером Аланом Берлінером, з Демі Мур у головній ролі.

## Сюжет
Історія про жінку-письменницю Марі, яка живе двома різними життями в різних місцях. В одному «житті» вона є успішною письменницею в Нью-Йорку, а в другому — жінкою, що живе спокійним життям провінційної французької селі. Коли Марі засинає в одному світі, вона прокидається в другому. Жінка не може зрозуміти, що її справжнє життя і яке з них є уявним.

## У ролях
- Демі Мур — Марта / Марі
- Вільям Фіхтнер — Аарон Рейлі
- Джуліанна Ніколсон — Кім
- Елуїз Еонне — Дженніфер «Дженні»
- Шинед К'юсак — Джессі
- Джос Екленд — Лангер, лікар
- Пітер Ріґерт — Пітерс, лікар
- Стеллан Скашгорд — Вільям
- Джері Беммен — Едвард
- Стів Біліч — епізод
- Аманда Спенсер — епізод

## Знімальна група
- Режисер — Алан Берлінер
- Сценарист — Роналд Басс
- Оператор — Едуардо Серра
- Композитор — Ренді Еделмен
- Продюсери — Роналд Басс, Андре Ламаль, Гері Луккезі, Робін О'Хара, Том Розенберг, Кароль Скотта, Сігуржон Сігватссон, Тед Теннебаум